# Trichilogaster signiventris
Trichilogaster signiventris är en stekelart som först beskrevs av Girault 1931.  Trichilogaster signiventris ingår i släktet Trichilogaster och familjen puppglanssteklar. Inga underarter finns listade i Catalogue of Life.